# Myrichthys
Myrichthys es un género de peces anguiliformes de la familia Ophichthidae.

## Especies
Se reconocen las siguientes especies:
- Myrichthys aspetocheiros
- Myrichthys breviceps
- Myrichthys colubrinus
- Myrichthys maculosus
- Myrichthys magnificus
- Myrichthys ocellatus
- Myrichthys pantostigmius
- Myrichthys pardalis
- Myrichthys tigrinus
- Myrichthys xysturus